# 朴露子
朴 露子(パク・ノジャ、韓国語：박노자、ロシア語：Владимир Тихонов、出生名：ヴラジーミル・ティホノフ、1973年2月5日 - )は、韓国の教育者、大学教授、ジャーナリスト、作家、歴史學者、社会運動家である。
ロシアのレニングラード出身で韓国に帰化したロシア系韓国人。統合進歩党に対する親北政党として憲法初の法的解散(韓国国会で289人中258人の賛成)、内乱扇動罪による李石基議員逮捕、李明博や朴槿恵など韓国右派(韓国保守)、親米・嫌中・反北の思想を持つ韓国人を批判している。
韓国在住ではなく、ノルウェーのオスロ大学の韓国学教授を務めており、在諾移民労働者である。

## 著書
- 《朴露子の万感日記》(박노자의 만감일기)
- 《あなたたちの大韓民国》(당신들의 대한민국)
- 《あなたたちの大韓民国 2》
- 《選手権列敗の神話》(우승열패의 신화)
- 《白いマスクの帝国》(하얀 가면의 제국)
- 《左に、もっと左に》(왼쪽으로, 더 왼쪽으로) - あなたたちの大韓民国 3
- 《レーニンと未来の革命》(共著)